# Комсомольское знамя
«Комсомольское знамя» (до 1956 года — «Молодой сталинец») — печатный орган Тамбовского областного комитета комсомола, издававшаяся с 1938 по 1992 год.

## История
Решение об издании «молодёжки» было принято бюро Тамбовского обкома ВЛКСМ и утверждено оргбюро ЦК ВКП(б) по Тамбовской области 19 ноября 1937 года. Первый номер тамбовской областной комсомольской газеты «Молодой сталинец» увидел свет в январе 1938 года. Тираж газеты составил 30000 экз., а периодичность — один раз в два дня, то есть около 15 номеров в месяц. Первый редактор «Молодого сталинца» был Петр Иванович Шикунов и проработал до мая 1938 года, когда решением бюро обкома ВЛКСМ П. И. Шикунова сняли с работы «за проявленную беспечность и беспринципность, за допущение грубейших политических ошибок в газете».
16 августа 1941 года в связи с начавшейся Великой Отечественной войной бюро Тамбовского обкома ВКП(б) постановило «Временно объединить комсомольскую газету „Молодой сталинец“ с газетой „Тамбовская правда“, создав в последней отдел комсомольской жизни».
Издание Тамбовской областной комсомольской газеты было возобновлено с первого октября 1951 года. В первой половине 1950-х годов газета «Молодой сталинец» выходила три раза в неделю, тиражом 30 000 экземпляров, её объём составлял четыре полосы.
В 1956 году в связи с началом кампании по «десталинизации» областная комсомольская газета «Молодой сталинец» была переименована в «Комсомольское знамя».
Областная молодёжная газета как орган Тамбовского обкома комсомола исчезла вслед за ВЛКСМ в 1992 году. Вместо неё появилась областная молодёжная газета «Экспресс-репортёр». Её учредителями выступили Комитет по делам молодёжи города Тамбова, Администрация города Тамбова, Администрация Тамбовского района и Областной комитет по делам молодёжи. Газета выходила незначительным тиражом и имела небольшой объём. Исчезла с её страниц сначала комсомольская, а затем и молодёжная тематика. В 1998 году газета была закрыта.